# Лепель (станция)
Ле́пель — тупиковая станция Минского отделения Белорусской железной дороги, расположенная в центре одноименного города Витебской области. Электрификация отсутствует. Адрес вокзала: 211174, Витебская область, г. Лепель, ул. Чуйкова, д. 38.

## Пассажирское сообщение
Пассажирское сообщение представлено исключительно пригородными поездами, а именно дизельпоездами ДДБ1 или ДРБ1, курсирующими в сообщении Орша-Центральная — Лепель — ежедневно две пары в сутки: туда и обратно  .

## Грузовое сообщение
На станции Лепель имеется местная грузовая работа, функционируют подъездные пути к нескольким предприятиям.
В прошлом на станции Лепель функционировало оборотное паровозное депо.